# Kraka Island
Kraka Island (indonesiska: Pulau Kraka) är en ö i Indonesien.   Den ligger i provinsen Moluckerna, i den östra delen av landet, 2 600 km öster om huvudstaden Jakarta.